# Бродуэй (Виргиния)
Бродуэй (англ. Broadway) — город в округе Рокингхем  в штате Виргиния США. По данным переписи 2020 года, численность населения составляла 4170 человек.

## Население
| 2010 | 2020  |
| ---- | ----- |
| 3691 | ↗4170 |